# STS-116
La STS-116 è una missione del programma Space Shuttle, la 20° verso la Stazione spaziale internazionale e il volo di assemblaggio 12A.1. Il mezzo utilizzato per la missione è lo Space Shuttle Discovery. Inizialmente la missione era prevista per il 7 dicembre 2006 ma venne annullato il lancio per la presenza di cielo coperto. Il lancio è stato effettuato al secondo tentativo il 9 dicembre 2006 alle 8:47:35 pm EST. Questo è il primo lancio notturno dopo quello della missione STS-113 che venne effettuato il 23 novembre 2002 L'obiettivo principale della missione era il trasporto e il collegamento alla Stazione spaziale internazionale del segmento P5, l'aggiornamento del sistema energetico della stazione e il cambio dell'equipaggio.
L'STS-116 è stata l'ultima missione dello Shuttle a decollare dal Pad 39B.

## Equipaggio
Uno degli obiettivi principali della missione STS-116 è il cambio dell'Expedition 14, l'equipaggio dell'ISS. L'ingegnere di missione Sunita Williams ha fatto parte dell'equipaggio dell'STS-116 per la prima parte della missione. Sunita è giunta sulla ISS e ha sostituito Thomas Reiter, membro dell'ISS che invece si è unito all'equipaggio dello Shuttle per il ritorno a Terra.
| Ruolo                   | Equipaggio                         | Equipaggio                         |
| ----------------------- | ---------------------------------- | ---------------------------------- |
| Comandante              | Mark Polansky, NASA Secondo volo   | Mark Polansky, NASA Secondo volo   |
| Pilota                  | William Oefelein, NASA Primo volo  | William Oefelein, NASA Primo volo  |
| Specialista di missione | Nicholas Patrick, NASA Primo volo  | Nicholas Patrick, NASA Primo volo  |
| Specialista di missione | Robert Curbeam, NASA Terzo volo    | Robert Curbeam, NASA Terzo volo    |
| Specialista di missione | Christer Fuglesang, ESA Terzo volo | Christer Fuglesang, ESA Terzo volo |
| Specialista di missione | Joan Higginbotham, NASA Primo volo | Joan Higginbotham, NASA Primo volo |

Equipaggio ISS Expedition 14 in partenza
- Sunita Williams (1) - ISS Ingegnere di volo - NASA

Equipaggio ISS Expedition 14 in ritorno
- Thomas Reiter (2) - ISS Ingegnere di volo - ESA Germania

Il numero tra parentesi indica il numero di voli spaziali eseguiti dall'astronauta compresa l'attuale missione.

## Statistiche della missione
- 148ª missione umana Americana nello spazio
- 117ª missione Shuttle
- 92ª missione dopo il disastro del Challenger
- 4ª missione dopo il disastro del Columbia
- 33ª missione del Discovery
- 20ª missione di assemblaggio della ISS

## Stemma
Lo stemma della missione STS-116 raffigura lo Space Shuttle che decolla lasciando una scia composta dalle bandiere degli Stati Uniti e della Svezia, le due nazioni da cui provengono gli astronauti dell'equipaggio. Le sette stelle della costellazione dell'Orsa Maggiore indicano la direzione per la stella Polare, raffigurata sulla Stazione Spaziale. Sulle ali dello Space Shuttle sono indicati il numero di missione "116" e il codice della sequenza di assemblaggio della stazione "12A.1".

## Punti salienti della missione

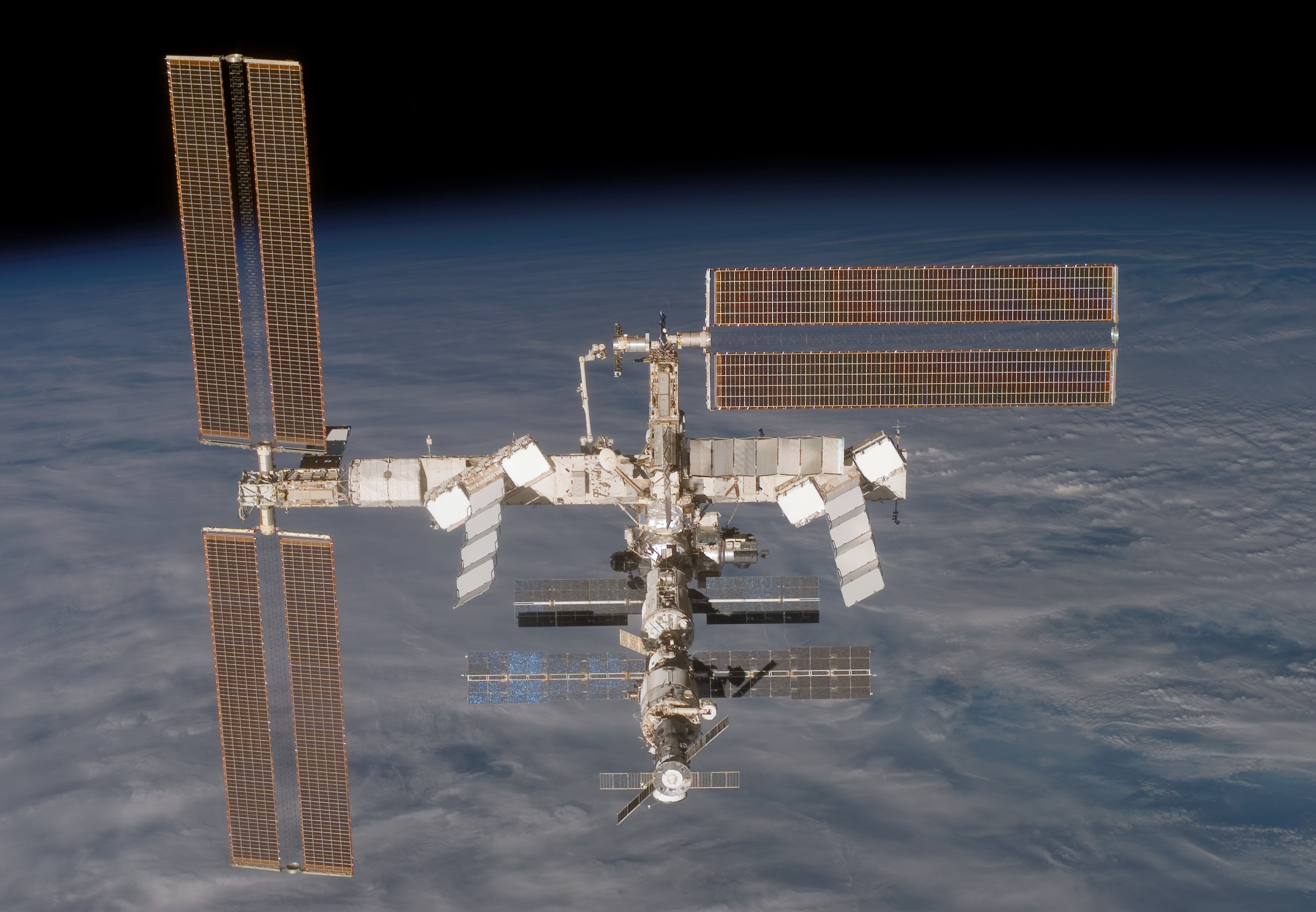
Stazione Spaziale Internazionale dopo il viaggio dell'STS-116

- L'STS-116 deve portare in orbita e collegare alla Stazione spaziale internazionale il segmento P5.
- La missione STS-116 deve permettere a un membro della Stazione Spaziale Internazionale appartenente all'ESA di essere sostituito dal suo omologo NASA.
- Christer Fuglesang è il primo astronauta Svedese. Questo è uno dei rari voli con due astronauti ESA a bordo.
- Il terzo delle tre SPHERES sarà fornito alla Stazione Spaziale Internazionale.
- I sistemi elettrici della stazione saranno configurati per gestire i pannelli solari P3/P4 che furono installati dalla missione STS-115 a settembre.
- Verrà installato sul Pressurized Mating Adapter 2 lo Station-to-Shuttle Power Transfer System, per permettere alla stazione di alimentare i velivoli collegati. Questa opzione verrà utilizzata dalla missione STS-118[2][3]
- Metà degli originali pannelli solari P6 installati dalla missione STS-97 verranno ripiegati per permettere al gruppo P4 installato dalla missione STS-115 di seguire correttamente il Sole.
- La STS-116 è l'ultima missione STS progettata per partire dal pad 39B. Il pad verrà modificato per accettare il lanciatore Ares I.
- L'equipaggio della missione è formato da quattro astronauti al primo lancio. Solo il comandante e uno specialista di missione hanno già effettuato almeno un lancio.

## Carico della missione

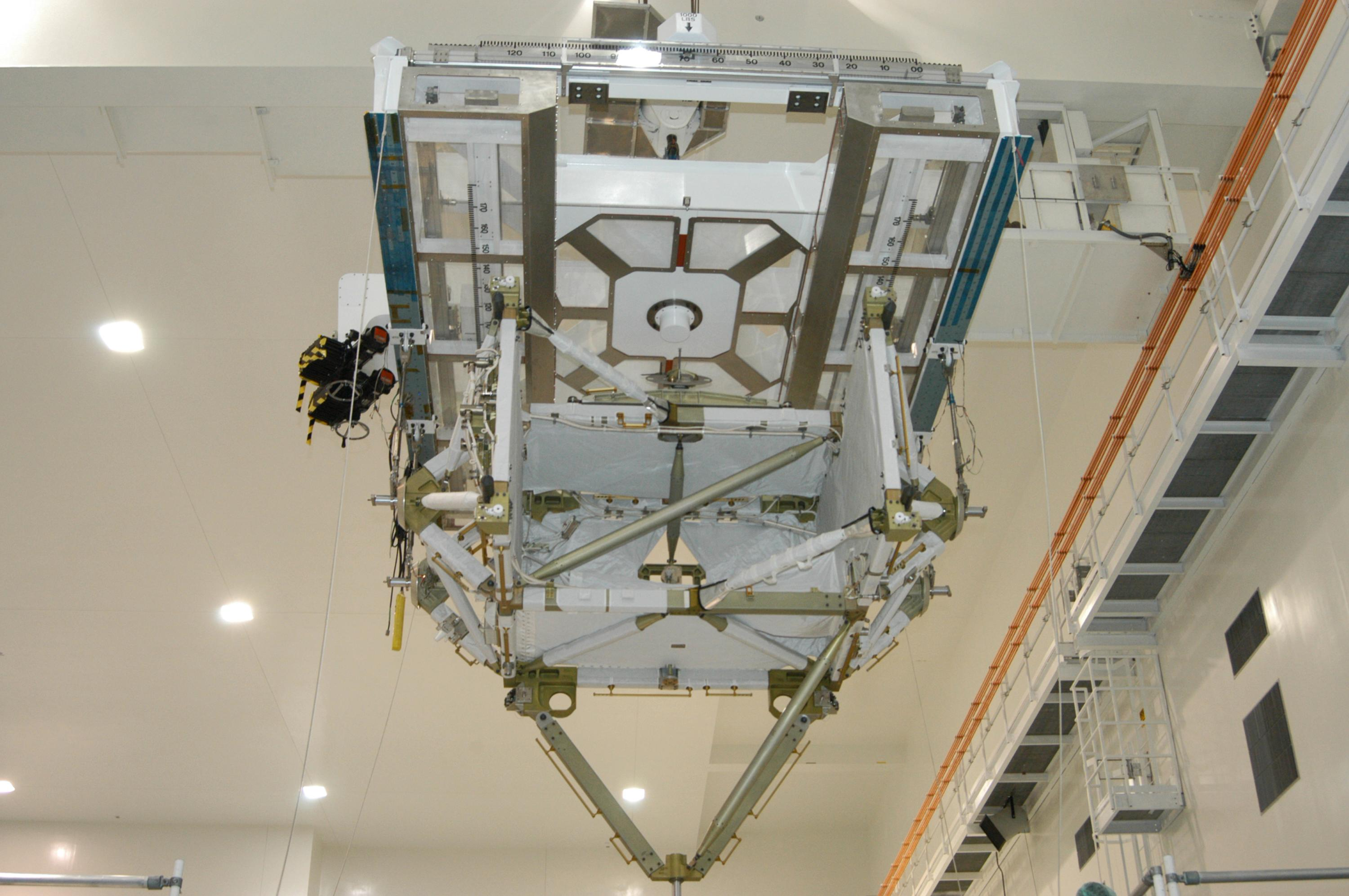
Nella Space Station Processing Facility, una gru sposta il modulo P5 della missione 116 verso il contenitore per lancio

Il carico principale della missione è il segmento P5 per la Stazione Spaziale Internazionale. Lo shuttle inoltre porta uno SPACEHAB per rifornire la stazione e quattro satelliti che verranno posizionati nel corso della missione. Questi sono l'Atmospheric Neutral Density Experiment (ANDE), una dimostrazione tecnologica dei US Naval Research Laboratory, e tre CubeSat: (RAFT1 e MarsCOM dell'United States Naval Academy, e Mepsi-2 del DARPA.) Questa è la prima missione che dispiega satelliti dalla missione STS-113 del 2002
| Posizione                    | Cargo | Massa           |
| ---------------------------- | --- | --------------- |
| Bay 1-2                      | Orbiter Docking System | 1800 kg?        |
| Bay 3                        | Tunnel Adapter | 112 kg          |
| Bay 4-5                      | Spacehab Logistics Module | 5399 kg         |
| Bay 5P?                      | APCU (Assembly Power Converter Unit) (28VDC-to-124VDC) with SPDU (Station Power Distribution Unit) | 2 x 35 kg 20 kg |
| Bay 7-8                      | Truss segment P5 | 1860 kg         |
| Bay 11-12                    | \| Integrated Cargo Carrier \| 839 kg \| \| STP-H2, FRAM \| 1398 kg \| \| Service Module Debris Panels \| 100 kg? \| \| RAFT-1 \| 4 kg \| \| MARScom \| 3 kg \| \| MEPSI 2A/2B \| 3 kg \| \| ANDE lancio cylinder \| 20 kg? \| \| ANDE-MAA \| 50 kg \| \| ANDE-FCAL \| 75 kg \| | totale 2942 kg  |
| Sill                         | OBSS 202 | 450 kg?         |
| Sill                         | RMS 303 | 390 kg          |
|                              | | Totale 12523 kg |
| Integrated Cargo Carrier     | 839 kg |                 |
| STP-H2, FRAM                 | 1398 kg |                 |
| Service Module Debris Panels | 100 kg? |                 |
| RAFT-1                       | 4 kg |                 |
| MARScom                      | 3 kg |                 |
| MEPSI 2A/2B                  | 3 kg |                 |
| ANDE lancio cylinder         | 20 kg? |                 |
| ANDE-MAA                     | 50 kg |                 |
| ANDE-FCAL                    | 75 kg |                 |

## Cronologia

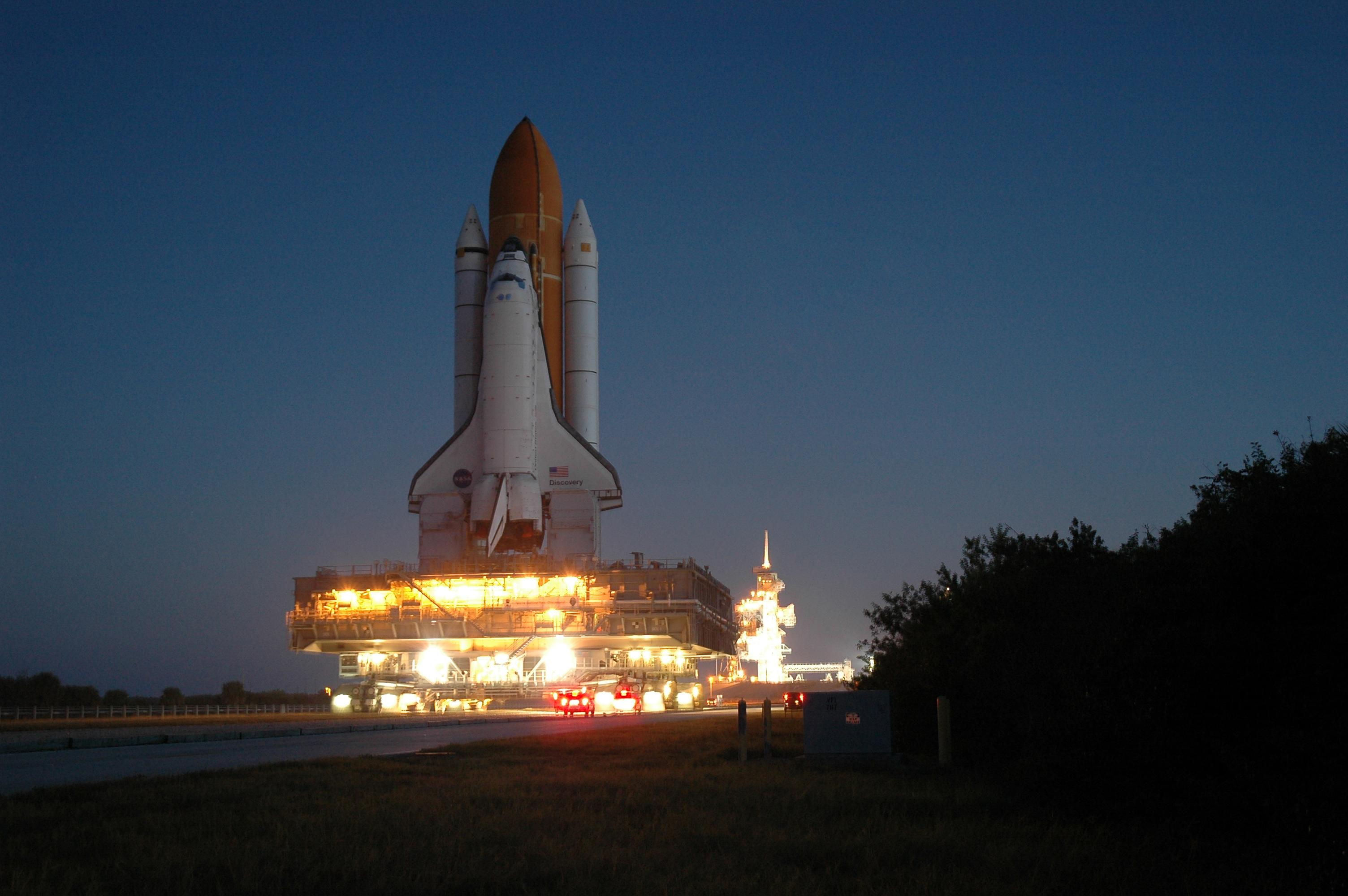
Discovery sulla piattaforma di lancio 39

La missione STS-116 venne inizialmente pianificata (dopo la missione STS-114) per il 14 dicembre 2006. Il 29 novembre la NASA annunciò che il team di missione aveva deciso di spostare il lancio al 7 dicembre al posto del 14. La finestra di lancio per la missione si apriva il 7 dicembre e sarebbe durata fino al 17 dicembre. I sette membri dell'equipaggio arrivarono alla zona di prelancio il 3 dicembre, nel pomeriggio.
Il carico principale della missione da 12 giorni era il segmento P5, il modulo Spacehab e alcuni minisatelliti. La missione STS-116 è la ventesima missione verso la Stazione Spaziale Internazionale.
Il lancio nella nuova data avrebbe richiesto un lancio notturno. In seguito al disastro del Columbia la NASA si era imposta la regola di effettuare solo voli diurni in modo da poter filmare con le telecamere il lancio per individuare eventuali guasti. In seguito alla riprogettazione del serbatoio e all'ispezione in orbita si decise di soprassedere alla regola e quindi permetterne il lancio notturno.
Lo spostamento del Discovery dall'edificio di assemblaggio alla pista di lancio si svolse il 31 ottobre e il 1º novembre l'orbiter venne disposto in posizione orizzontale. In seguito vennero montati i razzi laterali e il serbatoio centrale. L'assemblaggio e la preparazione del pad furono terminati l'11 novembre 2006.

### Giovedì 7 dicembre (Lancio rinviato)

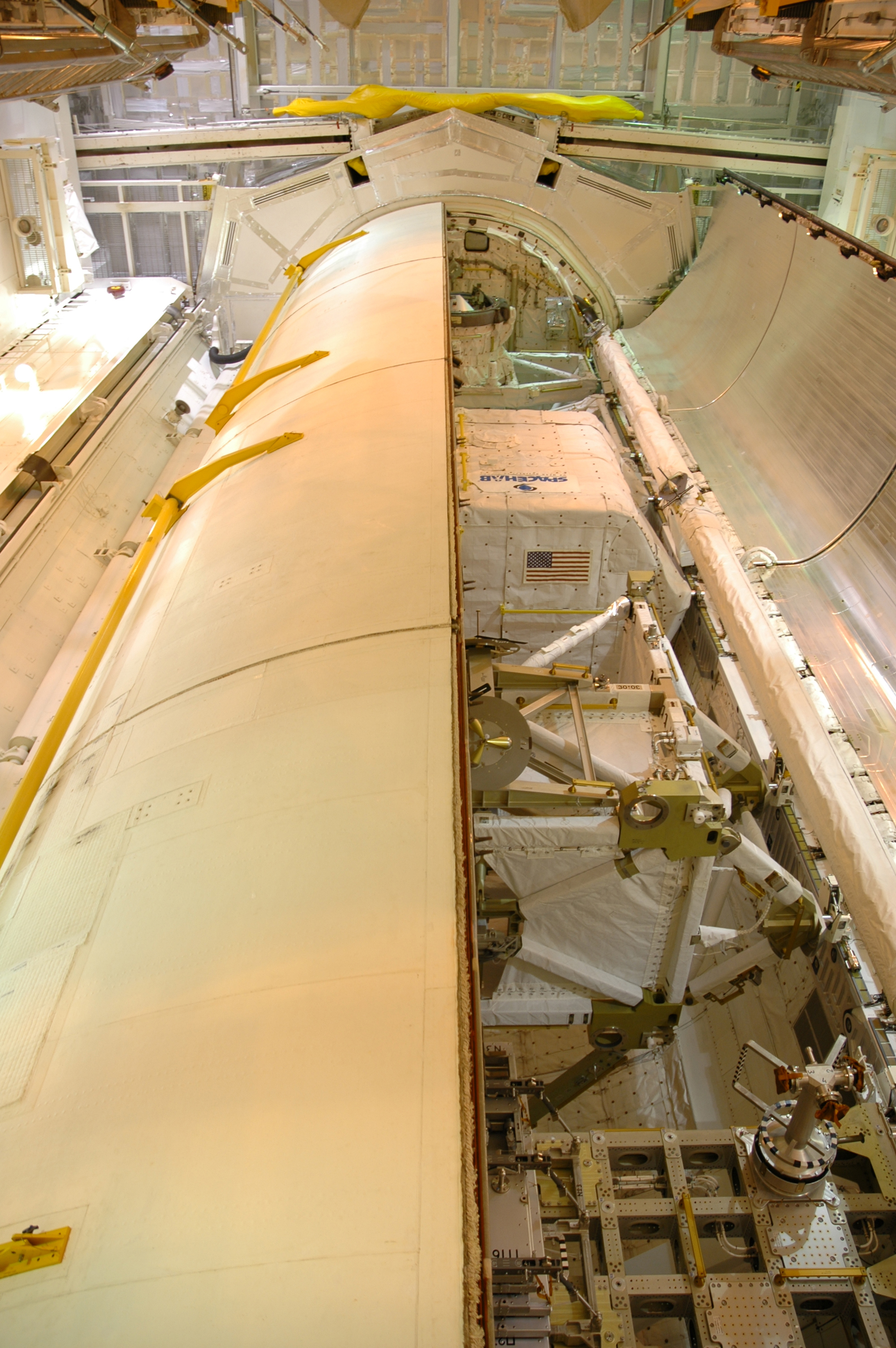
Stiva del Discovery contenente il modulo SPACEHAB e il segmento P5

I sette membri dell'equipaggio arrivarono al Kennedy Space Center il 13 novembre e hanno effettuato un addestramento di quattro giorni necessari per familiarizzare con gli strumenti, per riprovare la procedure di emergenza e per impratichirsi con il conto alla rovescia effettuando anche una simulazione completa della procedura di lancio. L'addestramento venne terminato il 16 novembre. Gli astronauti vennero spostati al Johnson Space Center a Houston, Texas, e ritornarono al Kennedy Space Center il 3 dicembre, quattro giorni prima del lancio.
Il carico utile della missione includeva una SPACEHAB e il segmento P5, questi vennero caricati il 16 novembre nella stiva dello Shuttle. Dopo sono stati riempiti i serbatoi dei razzi per preparare lo Shuttle per il lancio. Il 28 e il 29 novembre venne effettuata una revisione generale dello shuttle, dei serbatoi, dei razzi e dell'equipaggio. Il Discovery ottenne il permesso per effettuare il lancio il 7 dicembre e la missione passo ufficialmente nella fase di "Go". Tuttavia alle 9:36 PM EST il lancio venne rinviato per presenza di nuvole basse.

### Sabato 9 dicembre (Lancio)
Prima del tentativo di lancio del 7 dicembre la NASA decise di non tentare il lancio il venerdì (8 dicembre) per via dei venti freddi che si muovevano sulla zona di lancio. I fronti freddi comunque furono più rapidi del previsto e impedirono il lancio il 7.
Comunque le condizioni atmosferiche per sabato sembravano migliorare nettamente e alle 12.46 ET (1746 UTC) vennero iniziate le operazioni di riempimento dei serbatoi. L'operazione venne terminata alle 15:45 ET (2045 UTC). In caso di abbandono durante il lancio lo shuttle avrebbe potuto utilizzare le basi di Saragozza o Morón Air Base in Spagna, o la sede di Istres, in Francia. Comunque le condizioni meteo erano adeguate e alle 20:47 ET (0147 UTC) il Discovery effettuo il lancio correttamente.
Alle 21:30 ET (0230 UTC) il Discovery era correttamente in orbita e pronto per sincronizzarsi con l'orbita della Stazione Spaziale Internazionale.

### Domenica 10 dicembre (2º giorno)
Il secondo giorno degli astronauti inizia alla 10:47 am EST. I compiti della giornata includevano l'ispezione dello scudo termico dell'Orbiter tramite sensori orbitali montati sul braccio robot del Discovery. Le ispezioni sono necessarie per accertare che lo scudo termico non si sia danneggiato durante il lancio della navetta. Gli astronauti inoltre inizieranno le manovre necessarie per l'aggancio orbitale con la ISS.

### Lunedì 11 dicembre (3º giorno)

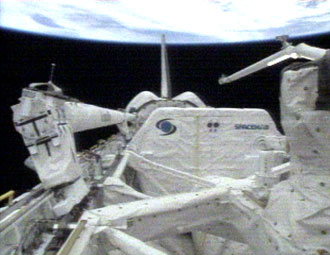
La videocamera del Discovery mostra l'interno della stiva con il carico utile

Il terzo giorno è iniziato alle 15:18 UTC. Il rendezvous con la Stazione spaziale internazionale è avvenuto alle 22.12 UTC e si è svolto senza problemi. Il portello di collegamento tra l'orbiter e la Stazione è stato aperto alle 23:54 UTC Gli equipaggi dell'ISS e dell'orbiter congiuntamente hanno effettuato un'operazione di ispezione dell'orbiter. In seguito il segmento P5 è stato scaricato dalla stiva dello shuttle tramite il braccio robotizzato. Gli astronauti hanno previsto per il giorno successivo un'attività extraveicolare. Robert Curbeam e Christer Fuglesang hanno terminato la giornata entrando nell'airlock per una sessione di sonno immersi in un ambiente a base di ossigeno, in modo da essere pronti per l'attività extraveicolare del giorno dopo. La presenza di ossigeno puro serve per eliminare l'azoto in modo da evitare un'embolia.

### Martedì 12 dicembre (4º giorno)
Il quarto giorno è iniziato per gli astronauti alle 14:55 UTC. Durante la prima attività extraveicolare (EVA) della missione gli astronauti dello Shuttle hanno portato avanti l'opera di montaggio dell'ISS.
L'EVA è iniziata alle 20:31 UTC con Curbeam e Fuglesang che hanno rimosso i fermi del segmento P5 e con lo specialista di missione John Higginbothan che utilizzando il braccio robot (il Canadarm2) ha mosso il segmento nella sua nuova posizione sul segmento P4. Gli astronauti davano indicazione a Higginbotham per posizionare correttamente il segmento e per finalizzare l'operazione di collegamento.

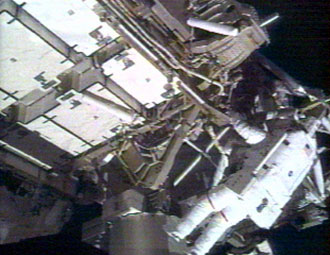
Robert Curbeam dell'STS-116 durante la prima passeggiata spaziale.

Dopo il posizionamento del segmento P5 Curbeam e Fuglesang hanno installato i cavi di collegamento dell'alimentazione e dei dati. Inoltre hanno rimpiazzato la videocamera del segmento S1 che si era guastata. Essendo in anticipo sulla tabella di marcia gli astronauti hanno effettuato alcune operazioni minori per portarsi avanti con il lavoro.
Alla fine della passeggiata Curbeam si è congratulato con i vincitori del premio Nobel incluso il Dottor John C. Mather che lavora al Goddard Space Flight Center NASA a Greenbelt nel Maryland. Mather ha vinto il Nobel per i suoi lavori sul Big Bang. Christer Fuglesang ha tenuto un breve discorso in svedese per incoraggiare gli Svedesi a intraprendere la carriera d'astronauta. L'EVA si è conclusa alle 03:07 UTC del 13 dicembre ed è durata 6 ore e 36 minuti in totale.
Durante la passeggiata spaziale gli astronauti hanno potuto guardare da vicino lo scudo termico e con i responsabili del controllo missione hanno stabilito che lo scudo poteva sostenere un ritorno a terra sicuro. I responsabili di missione hanno deciso che l'ispezione che si sarebbe dovuta svolgere in seguito non sarebbe stata più necessaria.
Due altre passeggiate sono previste durante la missione per riconfigurare la distribuzione dell'energia nella stazione in modo da poter utilizzare i pannelli solari installati dalla missione STS-115. Il primo passo della riorganizzazione è previsto per mercoledì quando una parte dei pannelli solari presenti sul segmento P6 saranno retratti per permettere l'attivazione del Solar Alpha Rotary Joint del segmento P4. Il rotary joint permetterà ai pannelli solari montati sul giunto P4 di inseguire il Sole.
La seconda passeggiata spaziale è prevista per giovedì e la terza per sabato. Agli astronauti è stato chiesto di dormire nelle aree protette in modo da ridurre l'esposizione alle radiazioni dovute a un'eruzione solare.

### Mercoledì 13 dicembre (5º giorno)

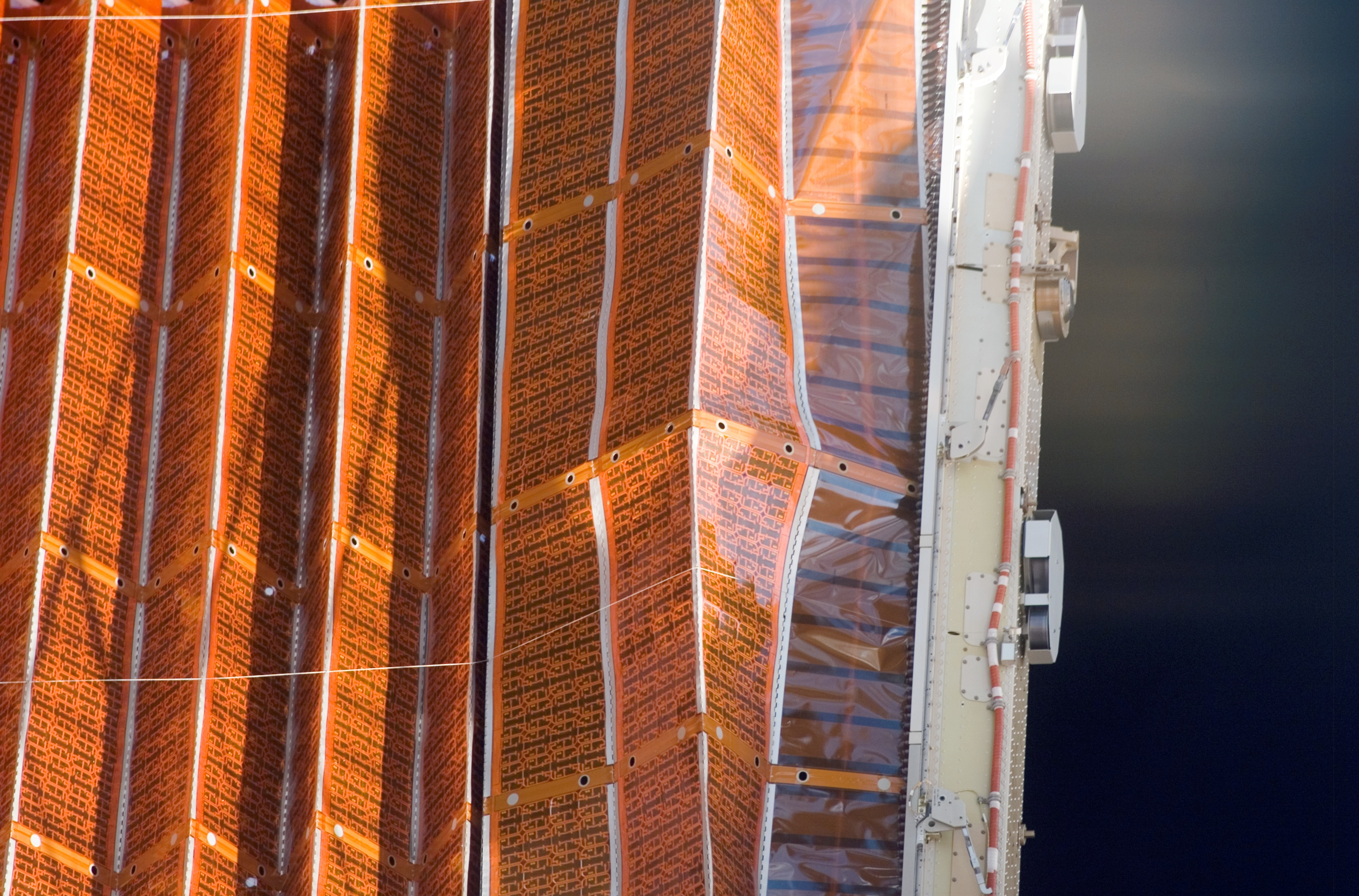
Una fotografia digitale scattata da un membro dell'equipaggio del Discovery. L'immagine mostra che i pannelli al centro non si ripiegano correttamente, questo impedisce al pannello di ripiegarsi al completo

Il quinto giorno è iniziato per gli astronauti alle 15:21 UTC. La principale attività della giornata consisteva nel ritrarre parzialmente i pannelli solari del segmento P6. Il processo è iniziato alle 18:28 UTC ma si sono verificati dei problemi di ripiegamento, dato che i pannelli non scorrevano come ci si aspettava. Quando i pannelli erano al 40% del ripiegamento si è eseguita una loro ridisposizione sperando di sbloccare le guide. Gli astronauti hanno eseguito più di 40 ripiegamenti ed estensioni cercando di sbloccare i pannelli.
Alle 00:05 UTC le operazioni di ripiegamento sono state abbandonate per la giornata. Il problema sembrava causato da una perdita di tensione delle guide dei pannelli solari, anche se 14 dei 31 scomparti sono stati liberati. Lo spazio lasciato libero dai pannelli comunque è risultato essere sufficiente per poter attivare il Solar Alpha Rotary Joint (SARJ) alle 01:00 UTC, in modo da permettere ai pannelli solari delle sezioni P3/P4 di seguire il Sole durante la rotazione intorno alla Terra.

### Giovedì 14 dicembre (6º giorno)

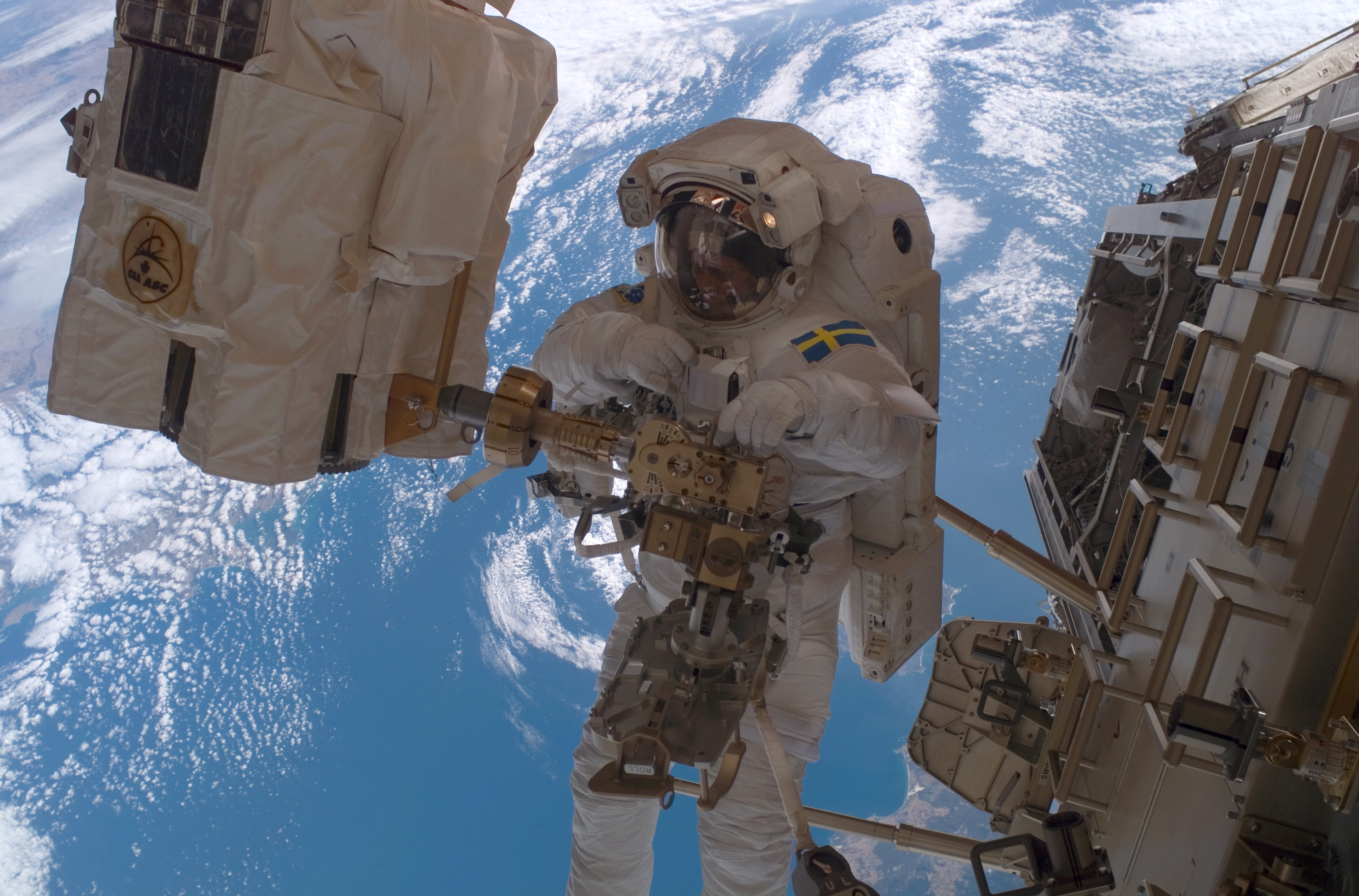
Christer Fuglesang durante la seconda passeggiata spaziale

Il sesto giorno di volo è iniziato alle 15:19 UTC. Dopo l'attivazione del SARJ e il corretto movimento dei pannelli della sezione P4 è giunto il momento della nuova passeggiata nello spazio per poter riconfigurare la stazione in modo da utilizzare l'energia proveniente dai pannelli. L'EVA è iniziato alle 19:41 quando Bob Curbeam e Christer Fuglesang sono usciti dal Quest airlock. Durante il secondo EVA gli astronauti hanno attivato le linee di alimentazione 2 e 3 della stazione. La seconda linea è stata attivata in circa due ore in modo da poter alimentare la stazione con i pannelli del segmento P4. La linea 3 è stata attivata nelle tre ore successive. Le operazioni hanno richiesto in tutto cinque ore esatte, terminando alle 00:41.

### Venerdì 15 dicembre (7º giorno)
Il 7º giorno è un giorno relativamente leggero per l'equipaggio del Discovery e della Stazione Spaziale Internazionale che devono effettuare dei preparativi per il giorno successivo, che si prefigura molto più impegnativo. Gli astronauti Bob Curbeam e Christer Fuglesang hanno goduto di un periodo di riposo mentre gli altri astronauti hanno eseguito le operazioni di preparazioni per il terzo EVA. L'equipaggio ha anche effettuato la tradizionale fotografia di missione. Nello stesso periodo Christer Fuglesang, il primo astronauta Svedese ha avuto un breve colloquio con la principessa di Svezia Victoria e ha effettuato il record mondiale di lancio del frisbee nello spazio col un lancio di 20 secondi. Il lancio è stato trasmesso in tempo reale dalla TV Svedese.
Thomas Reiter ha effettuato delle vigorose pressioni su una macchina nel tentativo di liberare un pannello solare incastrato, ma senza successo. Il controllo missione sta valutando la possibilità di risolvere il problema dei pannelli solari non retratti del segmento P6 durante la terza EVA o tramite un'EVA supplementare.

### Sabato 16 dicembre (8º giorno)
L'ottavo giorno di volo è iniziato per gli astronauti alle 14:48 UTC. L'astronauta Bob Curbeam e 'Suni' Williams hanno completato la modifica dei flussi di alimentazione della base. Il terzo EVA è iniziato alle 19:25 UTC e si è svolto in modo normale. In aggiunta alle operazioni previste gli astronauti hanno continuato le operazioni di sblocco dei pannelli solari riuscendo a far ritrarre i pannelli di altre 6 sezioni. Alla fine della missione mancavano ancora 11 sezioni alla chiusura completa dei pannelli solari, corrispondenti al 35% dei segmenti da ritrarre. Alla fine dell'EVA gli astronauti sono ritornati nella stazione tramite il Quest airlock.
Un evento significativo successo durante l'EVA è la perdita della macchina fotografica digitale di Suni Williams. Nella conferenza stampa dopo l'EVA si è discusso di come avesse fatto la fotocamera a uscire dalla custodia. Comunque dove era necessario le immagini sono state riprese nuovamente e quindi non ci sono stati reali problemi.
Un quarto EVA di quattro ore è previsto per ripiegare i pannelli solari rimanenti. Gli astronauti verranno aiutati dal braccio robot della stazione e da altri strumenti come spatole e chiavi.

### Domenica 17 dicembre (9º giorno)
Il nono giorno è dedicato alla preparazione del quarto EVA. Le tute spaziali sono state preparate per la nuova attività extraveicolare (sostituzione dei filtri e altre attività di routine) e l'equipaggio si è preparato alle nuove procedure per ritrarre i pannelli solari. Diversi attrezzi sono stati ricoperti con del kapton per evitare di danneggiare i pannelli solari durante il loro uso.

### Lunedì 18 dicembre (10º giorno)

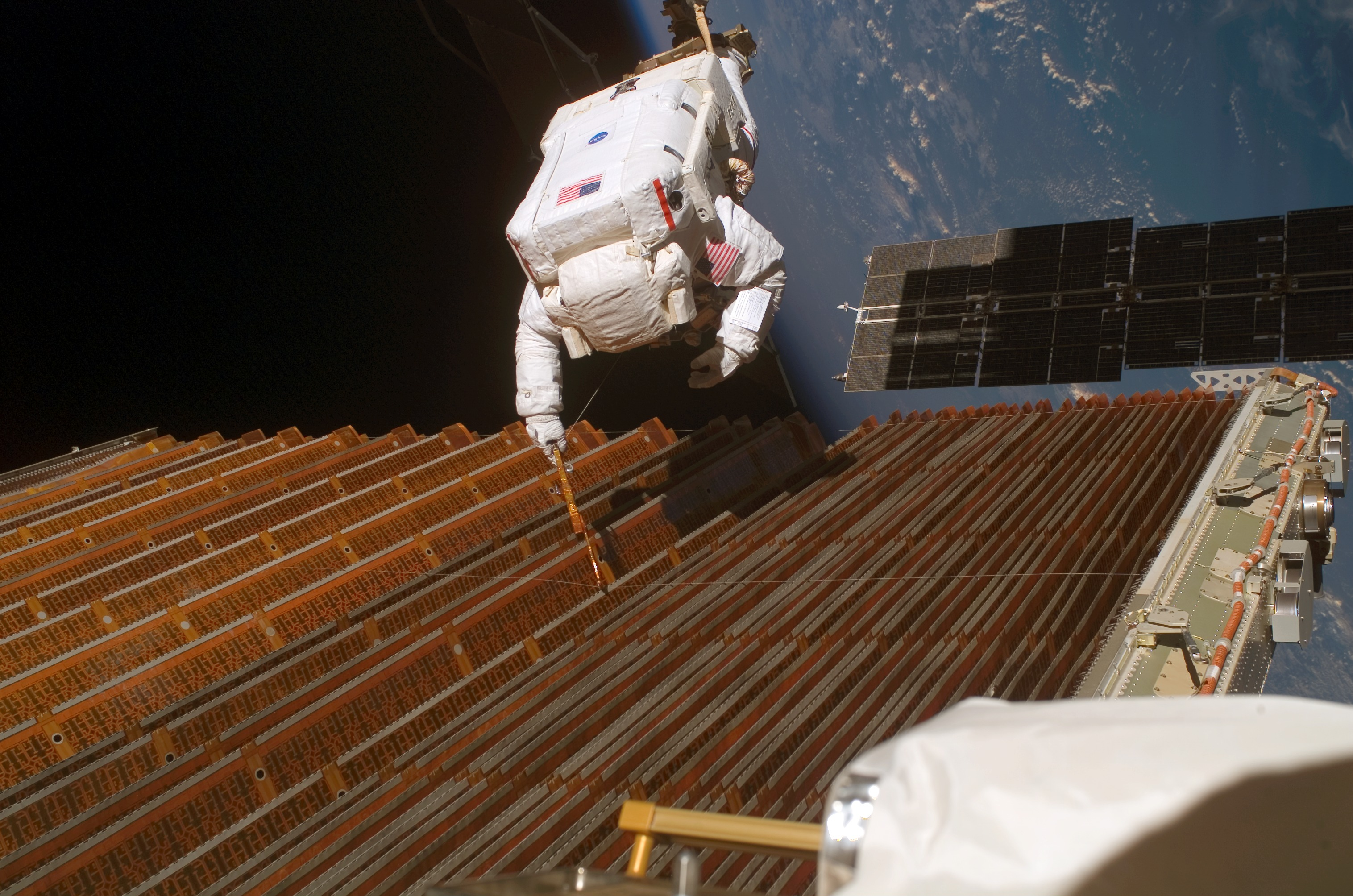
L'astronauta Robert L. Curbeam Jr., lavora ai pannelli solari della sezione P6 per permettere il loro corretto ripiegamento

Il decimo giorno di volo degli astronauti è iniziato alla 14_17,7 Bob Curbeam e Christer Fuglesang iniziarono la quarta attività extraveicolare della missione alle 17:12 UTC, l'unico obiettivo della missione è il ripiegamento dei pannelli solari della sezione P6 che nonostante gli sforzi dei giorni precedenti hanno ancora 11 sezioni non ripiegate.
La missione si è svolta con velocità e rapidità, i pannelli sono stati ripiegati correttamente e dopo 6 ore e 38 minuti l'attività extraveicolare è terminata. Curbeam è il nono astronauta statunitense per attività extraveicolari e il quattordicesimo in assoluto.

### Martedì 19 dicembre (11º giorno)
L'undicesimo giorno è iniziato alle 14:47 UTC. L'Expedition 14 e l'equipaggio della missione STS-116 hanno posato per la foto di rito di fine missione. Lo sgancio tra lo Shuttle e la Stazione Spaziale Internazionale è terminato alle 22:10 UTC. Per via del quarto EVA non previsto il Discovery non ha potuto effettuare una ripresa completa della ISS ma ha filmato solo una sezione della stazione prima dell'avvio dei motori. Il sito di atterraggio del Discovery è in discussione.

### Mercoledì 20 dicembre (12º giorno)
Il 12º giorno di missione è iniziato per gli astronauti alle 12:48 UTC. Questo giorno è stato dedicato alla verifica dell'integrità strutturale dello scudo termico del Discovery e allo svolgimento delle operazioni preparatorie per l'uscita dall'orbita terrestre che si svolgerà il 22 dicembre (14º giorno di volo). Gli astronauti hanno lanciato due satelliti, il MEMSI (Microelectromechanical System-Based PICOSAT Inspector) un satellite che assomiglia a un assemblaggio di una tazza da caffè con una caffettiera e il RAFT (Radar Fence Transponder) un sistema formato da due cubi da 5 pollici costruito dall'U.S. Naval Academy e utilizzato per verificare le prestazioni dei radar nello spazio e per dare da commutatore in comunicazioni mobili.

### Giovedì 21 dicembre (13º giorno)

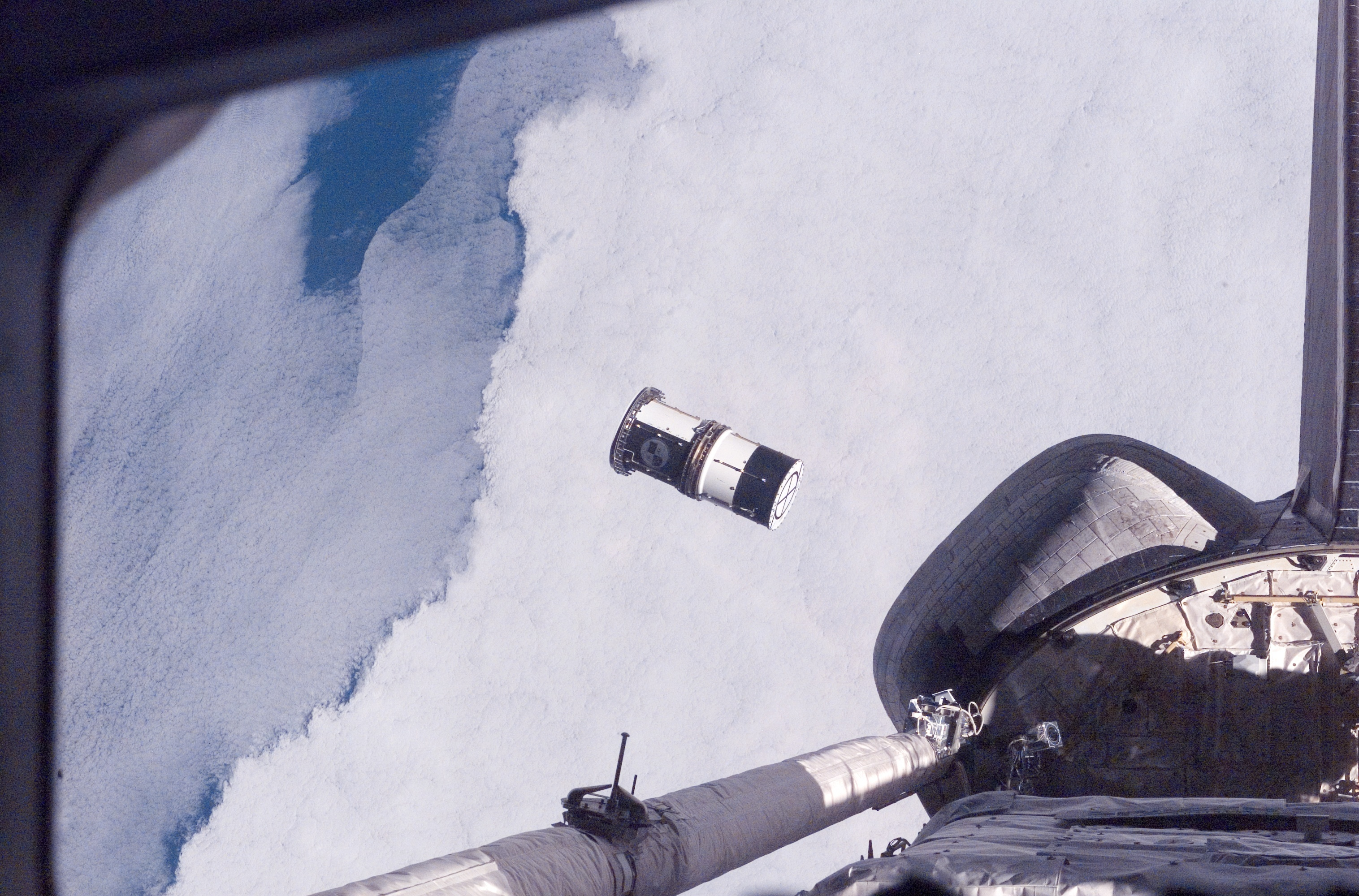
Il satellite ANDE visto attraverso un finestrino del Discovery

Il 13º giorno è iniziato per gli astronauti alle 12:17 UTC. Gli astronauti hanno lanciato l'ANDE, un micro-satellite sviluppato dalla U.S. Naval Academy. Il compito di questo satellite è l'analisi dell'atmosfera della Terra per poter meglio predire il movimento degli oggetti in orbita. Uno dei satelliti non è riuscito a uscire dal suo contenitore. ANDE riceve e trasmette correttamente ma non si sa se il secondo satellite riuscirà a diventare funzionante.

### Venerdì 22 dicembre (14º giorno, atterraggio)
Il quattordicesimo (e ultimo) giorno della missione è iniziato per gli astronauti alla 12:17 UTC. I preparativi per il lancio erano stati portati al termine il giorno prima. Forti venti laterali impedivano l'atterraggio al Edwards Air Force Base mentre la pioggia e il vento rendeva difficile l'atterraggio al Kennedy Space Center Shuttle Landing Facility. Si è quindi pensato di utilizzare la base White Sands Space Harbor, una base non utilizzata del 1982 dalla missione STS-3.
Un atterraggio ai White Sands avrebbe costretto lo Shuttle a un viaggio per tornare al Kennedy Space Center che avrebbe potuto richiedere fino a 45 giorni. La prima possibilità di atterraggio al Kennedy Space Center venne abbandonata per le condizioni meteorologiche avverse. Tuttavia alle 21:00 UTC venne inviato allo Shuttle l'ordine di atterrare alla pista 15 dato che la base di Eduards era inagibile per il vento mentre le situazioni al Kennedy Space Center sembravano accettabili. L'orbita di rientro dello Shuttle iniziò alle 21:27 UTC, l'autorizzazione era giunta alle 21:23 UTC e terminò alle 21:31 UTC. L'atterraggio è avvenuto alle 22:32 UTC e non viene considerato un atterraggio notturno dato che gli atterraggi notturni vengono considerati tali se avvengono almeno 15 minuti dopo il tramonto. Tuttavia il sistema PAPI era in uso.
Il rientro si è svolto in modo regolare e non si sono verificati problemi. Il Discovery atterrò 30 secondi prima del previsto e ha percorso la pista regolarmente, terminando una missione svolta con successo.

## Risveglio
Come tradizione per tutti i voli NASA a partire dal Programma Gemini, per ogni giorno di missione, l'equipaggio della STS-116 ascolta un particolare brano musicale scelto da un astronauta, che per lui ha un particolare significato.
- Giorno 2: "Here comes the sun" dei The Beatles, cantata dal Comandante Mark Polansky. MP3 Archiviato il 20 giugno 2007 in Internet Archive. WAV Archiviato il 20 giugno 2007 in Internet Archive.
- Giorno 3: "Beep Beep" di Louis Prima cantata da Sunita Williams.MP3 Archiviato il 20 giugno 2007 in Internet Archive. WAV Archiviato il 20 giugno 2007 in Internet Archive.
- Giorno 4: "Waterloo" degli ABBA cantato da Christer Fuglesang. MP3 Archiviato il 20 giugno 2007 in Internet Archive. WAV Archiviato il 20 giugno 2007 in Internet Archive.
- Giorno 5: "Suavemente" di Elvis Crespo cantato da Joan Higginbotham.MP3 Archiviato il 20 giugno 2007 in Internet Archive. WAV Archiviato il 20 giugno 2007 in Internet Archive.
- Giorno 6: "Under Pressure" di Queen & David Bowie cantato da Robert Curbeam.MP3 Archiviato il 20 giugno 2007 in Internet Archive. WAV Archiviato il 20 giugno 2007 in Internet Archive.
- Giorno 7: "Low Rider" di War cantato da William Oefelein.MP3 Archiviato il 20 giugno 2007 in Internet Archive. WAV Archiviato il 20 giugno 2007 in Internet Archive.
- Giorno 8: "Fanfare for the Common Man" di Aaron Copland suonato dalla London Philharmonic cantato dalla Nicholas Patrick. MP3 Archiviato il 20 giugno 2007 in Internet Archive. WAV Archiviato il 20 giugno 2007 in Internet Archive.
- Giorno 9: "Blue Danube Waltz" di Johann Strauss cantata da Christer Fuglesang. MP3 Archiviato il 20 giugno 2007 in Internet Archive. WAV Archiviato il 20 giugno 2007 in Internet Archive.
- Giorno 10: "Good Vibrations" dei The Beach Boys cantata dall'intero equipaggio del Discovery. La traccia è stata scelta in funzione della successiva passeggiata spaziale. La musica si spera propizi i pannelli solari a muoversi. La canzone è stata giù utilizzata durante la missione STS-85 quando il Microgravity Vibration Isolation Mount venne testato. MP3 Archiviato il 20 giugno 2007 in Internet Archive. WAV Archiviato il 20 giugno 2007 in Internet Archive.
- Giorno 11: "Zamboni" di Gear Daddies cantata dal pilota William Oefelein. MP3 Archiviato il 20 giugno 2007 in Internet Archive. WAV Archiviato il 20 giugno 2007 in Internet Archive.
- Giorno 12: "Say You'll Be Mine" di Christopher Cross cantata da Thomas Reiter componente della Expedition 14 che torna sulla Terra. MP3 Archiviato il 20 giugno 2007 in Internet Archive. WAV Archiviato il 20 giugno 2007 in Internet Archive.
- Giorno 13: "The Road Less Travelled" di Joe Sample cantata dall'equipaggio del Discovery. MP3 Archiviato il 20 giugno 2007 in Internet Archive. WAV Archiviato il 20 giugno 2007 in Internet Archive.
- Giorno 14: "Home for the Holidays" di Perry Como cantata dall'equipaggio del Discovery. MP3 Archiviato il 20 giugno 2007 in Internet Archive. WAV Archiviato il 20 giugno 2007 in Internet Archive.

### Attività extraveicolari
|     | Missione      | Astronauti                        | Inizio - UTC            | Fine - UTC              | Durata           | Missione                                                 |
| --- | ------------- | --------------------------------- | ----------------------- | ----------------------- | ---------------- | -------------------------------------------------------- |
| 73. | STS-116 EVA 1 | Robert Curbeam Christer Fuglesang | 12 dicembre, 2006 20:31 | 13 dicembre, 2006 03:07 | 6 ore, 36 minuti | Installazione segmento P5                                |
| 74. | STS-116 EVA 2 | Robert Curbeam Christer Fuglesang | 14 dicembre, 2006 19:41 | 15 dicembre, 2006 00:41 | 5 ore, 00 minuti | Aggiornamento impianto elettrico stazione (circuiti 2/3) |
| 75. | STS-116 EVA 3 | Robert Curbeam Sunita Williams    | 16 dicembre, 2006 19:25 | 17 dicembre, 2006 02:57 | 7 ore, 31 minuti | Aggiornamento impianto elettrico stazione (circuiti 1/4) |
| 76. | STS-116 EVA 4 | Robert Curbeam Christer Fuglesang | 18 dicembre, 2006 19:00 | 19 dicembre, 2006 01:38 | 6 ore, 38 minuti | Ripiegamento pannelli solari.                            |

## Missione di riserva

### STS-301
STS-301 è il nome della missione di salvataggio prevista per la missione STS-116. Questa missione era basata sullo Space Shuttle Atlantis e doveva servire come piano d'emergenza per la missione STS-116 in caso di danni allo Shuttle. In caso di necessità la missione sarebbe stata operativa dopo l'11 novembre 2006. L'equipaggio della missione era un sottoinsieme dell'equipaggio della missione STS-116:
- Mark Polansky - Comandante e operatore Remote Manipulator System (RMS)
- William Oefelein - Pilota e riserva dell'operatore RMS
- Robert Curbeam - Specialista di missione 1, Extraveicolo 1
- Nicholas Patrick - Specialista di missione 2, Extraveicolo 2

### STS-317
Nell'eventualità che il Discovery avesse subito danni irreparabili durante la sua partenza e che quindi l'equipaggio della missione STS-116 non potesse far ritorno sulla Terra con lo Shuttle, la missione STS-317 venne prevista come piano d'emergenza. L'equipaggio della STS-116 dovrebbe rifugiarsi sulla Stazione Spaziale Internazionale mentre sulla Terra sarebbe stata resa operativa la missione STS-317. Questa missione utilizzava lo Space Shuttle Atlantis. L'equipaggio della STS-317 era un sottoinsieme dell'equipaggio previsto per la missione STS-117.